# Smaïl Chaoui
Smaïl Chaoui est un footballeur algérien né le 2 novembre 1982 à Chlef,. Il évolue au poste de défenseur au MCB Oued Sly.

## Palmarès
- Vainqueur de la coupe d'Algérie en 2005 avec l'ASO Chlef.
- Vainqueur de la coupe d'Algérie en 2006 et 2007 avec le MC Alger.
- Vainqueur de la supercoupe d'Algérie en 2006 et 2007 avec le MC Alger.
- Accession en Ligue 1 en 2010 avec le MC Saïda.
- Accession en Ligue 1 en 2013 avec le RC Arbaâ.
- Accession en Ligue 1 en 2017 avec le Paradou AC.
- Accession en Ligue 2 en 2011 avec le MO Béjaïa.